# 巴希尔格拉姆
巴希尔格拉姆（Bahirgram）是印度西孟加拉邦Medinipur县的一个城镇。总人口8288（2001年）。

## 人口
该地2001年总人口8288人，其中男性4191人，女性4097人；0—6岁人口1161人，其中男569人，女592人；识字率62.79%，其中男性为70.03%，女性为55.38%。